# Sven Antby
Sven Oskar Antby (i riksdagen kallad Antby i Långared), född 6 januari 1908 i Göteborg, död 10 december 2001 i Långared, var en svensk lantbrukare och politiker (folkpartist).
Sven Antby, som kom från en bondesläkt, var lantbrukare i Mjönäs i Långared, där han också var kommunalt verksam. Vid sidan av politiken var han även aktiv i Svenska missionsförbundet, bland annat som vice ordförande för Långareds missionsförsamling 1948-1968. Han var också vice ordförande i Sveriges Blåbandsförbund 1948-1971.
Antby var riksdagsledamot för Älvsborgs läns norra valkrets 1947-1973 (fram till 1970 i andra kammaren). I riksdagen var han bland annat ledamot i jordbruksutskottet 1950-1970. Han var främst aktiv i jordbrukspolitik och var också ledamot av flera statliga utredningar på området.
Sven Antby var far till Torgny Antby som tillsammans med sin hustru mördades av två polacker år 2011.